# 番仔寮溪
番仔寮溪是臺灣苗栗縣的小溪，流入臺灣海峽。